# Leonard Lance
Leonard Lance, född 25 juni 1952 i Easton, Pennsylvania, är en amerikansk republikansk politiker. Han representerade delstaten New Jerseys sjunde distrikt i USA:s representanthus 2009–2019.
Lance gick i skola i North Hunterdon High School i Annandale. Han avlade sedan kandidatexamen vid Lehigh University, juristexamen vid Vanderbilt University och master vid Princeton University. Han arbetade därefter som advokat.
Kongressledamoten Mike Ferguson kandiderade inte till omval i kongressvalet i USA 2008. Lance besegrade demokraten Linda Stender i valet och efterträdde Ferguson i representanthuset i januari 2009.